# Titularbistum Issus
Issus (ital.: Isso) ist ein Titularbistum der römisch-katholischen Kirche.
Es geht zurück auf einen untergegangenen Bischofssitz in der gleichnamigen antiken Stadt, die in der römischen Provinz Cilicia (Südosten Kleinasiens) lag. Der Bischofssitz war der Kirchenprovinz Tarsos zugeordnet.
| Titularbischöfe von Issus |                                 | |                    |                  |
| Nr.                       | Name                            | Amt                                                                                                  | von                | bis              |
| 1                         | Jacinto María Cervera y Cervera | Weihbischof in Saragossa (Spanien)                                                                   | 16. Dezember 1880  | 27. März 1882    |
| 2                         | Wenceslao Oñate OP              | Apostolischer Koadjutorvikar von Zentral-Tonking / Apostolischer Vikar von Zentral-Tonking (Vietnam) | 18. September 1882 | 23. Juni 1897    |
| 3                         | James Dominic Murray OESA       | Apostolischer Vikar von Cooktown (Australien)                                                        | 28. März 1898      | 13. Februar 1914 |
| 4                         | Abraham Aguilera Bravo SDB      | Apostolischer Vikar von Magallanes-Islas Malvinas (Chile)                                            | 22. Dezember 1916  | 24. Oktober 1924 |
| 5                         | Theodor Buddenbrock SVD         | Apostolischer Vikar von Lanchowfu (China)                                                            | 25. November 1924  | 11. April 1946   |